# Лето, когда умер Хикару
«Лето, когда умер Хикару» (яп. 光が死んだ夏; также известна как «Лето, когда погас свет») — японская манга, написанная и проиллюстрированная Mokumokuren. Публикация стартовала на сайте Young Ace Up издательства Kadokawa Shoten 31 августа 2021 года. По состоянию на июль 2025 года отдельные главы манги были собраны в семь томов танкобон. В ней рассказывается история Ёсики Цудзинаки, подростка из сельской местности Японии, который обнаруживает, что его скончавшийся друг Хикару Индо одержим потусторонним существом, что заставляет его искать новые пути в их изменившихся отношениях среди сверхъестественных опасностей.
Идея манги пришла в голову автору во время подготовки к экзаменам, а затем он начал публиковать рисунки в Твиттере, что привело к тому, что редакция журнала «Young Ace Up» обратилась к нему с предложением опубликовать мангу на их сайте. Премьера аниме-сериала, созданного компанией CygamesPictures, состоялась 6 июля 2025 года.
После выхода первого тома, манга имела коммерческий успех и успех у критиков: за три месяца было продано 200 000 экземпляров первого тома, а сама серия получила восторженные отзывы критиков за сюжет, иллюстрации и персонажей. К 4 июля 2025 года тираж манги составил 3,5 миллиона экземпляров.

## Сюжет
Ёсики Цудзинака и Хикару Индо — два подростка и друга детства, живущие в небольшой японской деревне Кубитачи. Несмотря на противоположные характеры и разные увлечения, они поддерживают тесную дружбу. Однако в один январский день Хикару получает смертельное ранение во время похода в горы в одиночку. Перед смертью в его тело входит таинственное сверхъестественное существо, становясь его физическим воплощением. Этот «Хикару» обладает всеми чувствами и воспоминаниями оригинала, но при этом остаётся отдельным существом, что Ёсики сразу осознаёт. Ёсики всё ещё хочет остаться с «Хикару», однако его неизвестная природа, наряду с другими сверхъестественными существами и охотниками на них, может сделать это невозможным.

## Персонажи
Хикару Индо (яп. 忌堂 光 Indō Hikaru)
Сэйю — Сюитиро Умэда, Юуки Урусияма (в детстве)
Ёсики Цудзинака (яп. 辻中 佳紀 Tsujinaka Yoshiki)
Сэйю — Тиаки Кобаяси, Нацуми Каваида (в детстве)
Асако Ямагиси (яп. 山岸朝子 Yamagishi Asako)
Сэйю — Юмири Ханамори
Ри Куребаяси (яп. 暮林理恵 Kurebayashi Rie)
Сэйю — Вакана Ковака
Танака (яп. 田中 Tanaka)
Сэйю — Тикахиро Кобаяси
Юта Маки (яп. 巻ゆうた Maki Yūta)
Сэйю — Ёсики Накадзима
Юки Тадокоро (яп. 田所結希 Tadokoro Yuki)
Сэйю — Сион Вакаяма

## Производство
Автор Mokumokuren задумал серию во время подготовки к вступительным экзаменам в старшую школу. После окончания школы, в январе 2021 года, Mokumokuren начал публиковать рисунки в Твиттере в свободное время. Позже к автору обратились из редакции Young Ace Up с предложением публиковать мангу на их сайте. Mokumokuren — поклонник экшен-манги изданий Weekly Shōnen Jump и Weekly Young Jump, особенно «Токийский гуль».
При написании рассказа автор старается свести ужас к минимуму, обращаясь к эмоциям людей, а не просто пугая их. Он также считает, что тема рассказа усиливает ужас, основываясь на эффекте подвесного моста, который гласит, что легче влюбиться, когда чувствуешь тревогу или страх. В художественном оформлении Mokumokuren старается использовать нечасто встречающиеся ономатопеи, но при этом проявляет осторожность, чтобы убедиться, что они правильно вписываются в контекст рассказа.
Mokumokuren изначально представили мангу «Лето, когда умер Хикару» в 2021 году как BL-историю. Позже он описал мангу как «ужас взросления» с «квир-тематикой».

### Вдохновение
Mokumokuren взял за образец родной город своей бабушки, где дома стояли плотно друг к другу, и соседи могли свободно приходить и уходить без разрешения. Вдохновение пришло к нему во время поездки в этот регион. Поскольку он хотел, чтобы персонажи говорили на особом диалекте, то был взят диалект, «немного отличающийся от кансайского», а местом действия была выбрана «горная местность региона Токай». В результате местом действия произведения стал вымышленный сельский городок, расположенный между горами в префектуре Миэ, а некоторые персонажи говорят на диалекте Миэ.